# Heinrich Quincke
Heinrich Irenaeus Quincke (ur. 26 sierpnia 1842 we Frankfurcie nad Odrą, zm. 19 maja 1922 tamże) – niemiecki lekarz internista.
Studia medyczne odbył w latach 1858-1864 w Würzburgu, Heidelbergu i Berlinie, doktorat obronił w 1863 w Berlinie. Wykształcenie internistyczne zdobywał w latach 1867-1871 w Charité. Habilitował się w 1870, a w 1873 został profesorem zwyczajnym chorób wewnętrznych na uniwersytecie w Bernie. W 1878 został powołany do Kilonii i pracował tam przez 30 lat jako dyrektor Kliniki Lekarskiej oraz rektor uczelni w roku akademickim 1900-1901. W 1882 jako pierwszy opisał obrzęk naczynioruchowy (obrzęk Quinckego). Odkrył również grzybicę woszczynową. Wprowadził także torakoplastykę jako metodę leczenia gruźlicy płuc. W 1891 rozpoczął stosowanie nakłucia lędźwiowego. Brat Heinricha Georg Hermann Quincke (1834–1924) był fizykiem. w 1883 został członkiem Leopoldiny